# Championnat de Pologne de football 1980-1981
Navigation
Édition précédente Édition suivante
La saison 1980-1981 du championnat de Pologne est la cinquante-troisième saison de l'histoire de la compétition. Cette édition a été remportée par le Widzew Łódź, devant le Wisła Cracovie.

## Les clubs participants
| Club               | Ville     |
| ------------------ | --------- |
| Arka Gdynia        | Gdynia    |
| Bałtyk Gdynia      | Gdynia    |
| Gornik Zabrze      | Zabrze    |
| Lech Poznań        | Poznań    |
| Legia Varsovie     | Varsovie  |
| LKS Łódź           | Lódź      |
| Motor Lublin       | Lublin    |
| Odra Opole         | Opole     |
| Ruch Chorzów       | Chorzów   |
| Sląsk Wrocław      | Wrocław   |
| Stal Mielec        | Mielec    |
| Szombierki Bytom   | Bytom     |
| Widzew Łódź        | Lódź      |
| Wisła Cracovie     | Cracovie  |
| Zagłębie Sosnowiec | Sosnowiec |
| Zawisza Bydgoszcz  | Bydgoszcz |

## Compétition

### Classement
| Rang | Équipe               | Pts | J  | G  | N  | P  | Bp | Bc | Diff |
| ---- | -------------------- | --- | -- | -- | -- | -- | -- | -- | ---- |
| 1    | Widzew Łódź          | 39  | 30 | 14 | 11 | 5  | 39 | 25 | +14  |
| 2    | Wisła Cracovie       | 37  | 30 | 15 | 7  | 8  | 51 | 30 | +21  |
| 3    | Szombierki Bytom (T) | 36  | 30 | 15 | 6  | 9  | 51 | 33 | +18  |
| 4    | Śląsk Wrocław        | 36  | 30 | 13 | 10 | 7  | 32 | 28 | +4   |
| 5    | Legia Varsovie (C)   | 36  | 30 | 12 | 12 | 6  | 48 | 29 | +19  |
| 6    | Bałtyk Gdynia (P)    | 36  | 30 | 14 | 8  | 8  | 30 | 27 | +3   |
| 7    | Ruch Chorzów         | 30  | 30 | 11 | 8  | 11 | 36 | 39 | -3   |
| 8    | Lech Poznań          | 29  | 30 | 11 | 7  | 12 | 28 | 29 | -1   |
| 9    | Stal Mielec          | 28  | 30 | 12 | 4  | 14 | 41 | 44 | -3   |
| 10   | Motor Lublin (P)     | 28  | 30 | 10 | 8  | 12 | 36 | 45 | -9   |
| 11   | Arka Gdynia          | 28  | 30 | 9  | 10 | 11 | 40 | 42 | -2   |
| 12   | Górnik Zabrze        | 27  | 30 | 9  | 9  | 12 | 20 | 27 | -7   |
| 13   | ŁKS Łódź             | 25  | 30 | 8  | 9  | 13 | 24 | 38 | -14  |
| 14   | Zagłębie Sosnowiec   | 24  | 30 | 7  | 10 | 13 | 22 | 27 | -5   |
| 15   | Zawisza Bydgoszcz    | 23  | 30 | 9  | 5  | 16 | 25 | 43 | -18  |
| 16   | Odra Opole           | 18  | 30 | 6  | 6  | 18 | 26 | 43 | -17  |

| Légende | Légende                                                                                      |
| ------- | -------------------------------------------------------------------------------------------- |
|         | Coupe des clubs champions européens 1981-1982 (1er tour)                                     |
|         | Coupe d'Europe des vainqueurs de coupe 1981-1982 (1er tour)                                  |
|         | Coupe UEFA 1981-1982 (1er tour)                                                              |
|         | Relégué en II Liga                                                                           |
|         | (T) : Tenant du titre 1979-1980 (C) : Vainqueur de la Coupe de Pologne 1980-1981 (P) : Promu |

## Bilan de la saison
| Tableau d'Honneur |                |
| Compétition       | Vainqueur      |
| I Liga            | Widzew Łódź    |
| Coupe de Pologne  | Legia Varsovie |

| Promotions et relégations |                                 |
| Relégués en II Liga       | Zawisza Bydgoszcz Odra Opole    |
| Promus de II Liga         | Pogoń Szczecin Gwardia Varsovie |

| Qualifications européennes 1981-1982   |                                 |
| Coupe des clubs champions européens    | Qualifié                        |
| 1er tour                               | Widzew Łódź                     |
| Coupe d'Europe des vainqueurs de coupe | Qualifié                        |
| 1er tour                               | Legia Varsovie                  |
| Coupe UEFA                             | Qualifiés                       |
| 1er tour                               | Wisła Cracovie Szombierki Bytom |

## Meilleurs buteurs
| # | Joueur             | Équipe           | Buts |
| - | ------------------ | ---------------- | ---- |
| 1 | Krzysztof Adamczyk | Legia Varsovie   | 18   |
| 2 | Kazimierz Kmiecik  | Wisła Cracovie   | 16   |
|   | Roman Ogaza        | Szombierki Bytom | 14   |